# Giovanni Bigatti
Giovanni Bigatti (Milano, 1774 – Milano, 1817) è stato un incisore e pittore italiano.

## Biografia
Bigatti nacque a Milano, dove si formò come pittore e calcografo con Giuseppe Errante di cui incise vari disegni (tra cui Allegoria Napoleonica, Il conte Ugolino, Endimione, Giove e il cigno), ma viene considerato anche allievo di Agostino Masucci. Già dai tempi della formazione con Errante cominciò a lavorare con Antonio Rancati.
Insieme a Rancati soggiornò a Roma dal 1805 al 1810 come pensionato dal governo italiano (del Regno d'Italia napoleonico) e vinse vari premi come incisore del concorso dell'Accademia del Campidoglio.
A Roma sono presenti sue opere in diverse chiese, tra cui: decorazioni nella chiesa di Santa Maria in Via; un Crocefisso dipinto nella chiesa di San Lorenzo in Panisperna; tre tele sull'altare maggiore della Basilica di Sant'Eustachio raffiguranti, al centro San Michele Arcangelo, ai lati i santi Raimondo Nonnato e Francesca Romana. Nel San Michele Arcangelo di Sant'Eustachio sono evidenti i caratteri della scuola bolognese specie nel contrasto tra la parte superiore, dai toni scuri, e quella inferiore vivacizzata dai bagliori infernali.